# XHTML
eXtensible HyperText Markup Language, sau XHTML, este un limbaj de marcare ce are aceleași capabilități expresive ca și HTML, dar cu o sintaxă mai strictă. XHTML poate fi considerat ca încrucișarea dintre HTML și XML în multe privințe, fiind o reformulare a HTML în XML. XHTML 1.0 a devenit o recomandare World Wide Web Consortium (W3C) pe data de 26 ianuarie 2000.
Practic XHTML este un înlocuitor modern al mai vechiului limbaj HTML, fiind aproape identic cu standardul HTML 4.01, o versiune îmbunătățită, mult mai strictă și mai curată a standardului HTML 4.0. Abstractizând puțin, afirmăm că XHTML reprezintă o definire de tip XML a unui document HTML, pe scurt o combinație intre HTML si XML. 
Avantajele unei aplicații XHTML sunt multiple: pot fi citite de toate dispozitivele XML, în timp ce păstrează compatibilitatea cu toate browserele de Internet mai vechi sau mai noi fără a necesita specificații suplimentare.
XHTML + TIME este o extensie a limbajului XHTML, oferind documentelor Web suport pentru temporizare și sincronizare multimedia. Astfel, folosind câteva elemente și atribute noi, unei pagini XHTML i se poate adăuga conținut grafic, audio sau video, care poate fi sincronizat cu alte elemente de-a lungul unui cadru temporal precizat de autorul acelei pagini.
Versiunea XHTML + TIME 1.0 a fost disponibilă pentru prima dată în Internet Explorer 5, iar în prezent XHTML + TIME 2.0 este recunoscut de Internet Explorer, versiunile 5.5 și 6. 
Beneficii:
- Pagini Web care au conținut dynamic XHTML + TIME poate fi utilizat pentru a adăuga paginilor Web conținut interactiv, dinamic. De exemplu, pot fi create prezentări Web sub forma de slide-show, in cadrul lor fiind sincronizate fluxuri de date textuale, audio, video sau grafice. Aceste prezentări pot fi temporizate, interactive sau combinate.

- Utilizare facilă

Facilitățile oferite de XHTML + TIME aduc un set de atribute și elemente noi celor deja existente in limbajul XHTML, astfel ca toate noțiunile anterioare de XHTML rămân utile pentru proiectarea de pagini Web in XHTML + TIME. 
Pentru a permite utilizarea facilă a mai multor elemente XHTML, acestea pot fi grupate in relații ierarhice. Gruparea poate fi utilă și pentru a preciza daca obiectele multimedia apar și dispar in mod secvențial in cadrul paginii Web, sau fiecare are o temporizare independentă de a celorlalte.
- Suport pentru scripting

Limbajele script JavaScript sau VBScript permit și mai mult extinderea flexibilității și interactivității elementelor temporale din cadrul paginilor Web. XHTML + TIME ofera un model de obiecte complet, care extinde actualul model DHTML, care constă dintr-un set de proprietăți, metode si evenimente pentru adăugarea de trăsături interactive paginilor Web.
Elementele XHTML + TIME se comportă in mod diferit la adăugarea atributelor temporale, în funcție de tipul elementului respectiv. Astfel, distingem doua tipuri de elemente în limbajul XHTML + TIME:
- elemente de conținut : toate elementele care descriu conținutul ce urmează a fi afișat în pagină, inclusiv elementele noi introduse de XHTML + TIME, care se referă la obiecte multimedia (t:animation, t:audio, t:img, t:media si t:video). Cele mai utilizate elemente de conținut din XHTML sunt p, div, span, precum și elementele pentru descrierea de tabele.
Prin adăugarea de atribute XHTML + TIME unui element de continut, poate fi definită o apariție periodică a elementului respectiv. 
- elemente de stil : descriu stilul de afișare pentru un element. Dintre cele mai utilizate elemente de stil amintim: b, i si em. Atributele aplicate unui element de stil determină atașarea și înlăturarea unor stiluri de afișare pe parcursul timpului. 